# ALG14
ALG14 (англ. ALG14, UDP-N-acetylglucosaminyltransferase subunit) – білок, який кодується однойменним геном, розташованим у людей на короткому плечі 1-ї хромосоми.  Довжина поліпептидного ланцюга білка становить 216 амінокислот, а молекулярна маса — 24 151.
| 10         |  | 20         |  | 30         |  | 40         |  | 50         |
| ---------- |  | ---------- |  | ---------- |  | ---------- |  | ---------- |
| MVCVLVLAAA |  | AGAVAVFLIL |  | RIWVVLRSMD |  | VTPRESLSIL |  | VVAGSGGHTT |
| EILRLLGSLS |  | NAYSPRHYVI |  | ADTDEMSANK |  | INSFELDRAD |  | RDPSNMYTKY |
| YIHRIPRSRE |  | VQQSWPSTVF |  | TTLHSMWLSF |  | PLIHRVKPDL |  | VLCNGPGTCV |
| PICVSALLLG |  | ILGIKKVIIV |  | YVESICRVET |  | LSMSGKILFH |  | LSDYFIVQWP |
| ALKEKYPKSV |  | YLGRIV     |  |            |  |            |  |            |

A: Аланін

C: Цистеїн

D: Аспарагінова кислота

E: Глутамінова кислота

F: Фенілаланін

G: Гліцин

H: Гістидин

I: Ізолейцин

K: Лізин

L: Лейцин

M: Метіонін

N: Аспарагін

P: Пролін

Q: Глутамін

R: Аргінін

S: Серин

T: Треонін

V: Валін

W: Триптофан

Задіяний у такому біологічному процесі як поліморфізм. 
Локалізований у ядрі, мембрані, ендоплазматичному ретикулумі.